# Castilla adentro
Castilla adentro, traducción del original catalán Castella endins, es un «libro de viajes y sueños» del escritor y periodista Agustí Calvet, «Gaziel» (1887-1964) que recoge distintos aspectos de la tierra y las gentes de Castilla. En palabras de su autor: 

«El texto viene a ser un extraño y caprichoso entramado de hilos que, partiendo de una visión material directa, se alejan y entrecruzan hasta quién sabe dónde, siglos atrás o tiempo a venir, con hechos y personajes que yacen bajo el manto de la historia, con realidades del presente y borrosos retazos del futuro».

## Estructura
Tiene el libro un interesante prólogo a la edición castellana realizado en San Feliú de Guíxols en 1962, dividido en los siguientes apartados que dan una idea de la temática tratada: La Península inacabada, ¿Por qué Portugal se marchó?, Cataluña: ¿qué es y de que se duele?, 
Castilla o la España restringida, La impenitencia estatal, Soluciones conservadoras, El idealismo ibérico de Joan Maragall, Soluciones revolucionarias, Expulsionismo y separatismo, La solución supranacional.

### Itinerarios
El escritor realiza varios itinerarios por tierras de Castilla la Vieja, de Castilla la Nueva y del antiguo reino de León.
En el itinerario número 1 partiendo de Madrid, visita Villacastín, Ávila, Puerto de Menga, Fonda de Santa Teresa, Cepeda la Mora, La Serrota, Venta del Obispo, Puerto del Pico, Cuevas del Valle, Arenas de San Pedro, Talavera de la Reina, Navalcarnero, Móstoles y vuelta a Madrid.
En el itinerario 2 partiendo también de Madrid visita Arévalo, Madrigal de las Altas Torres, Peñaranda de Bracamonte, Salamanca, La Flecha, Ávila y retorno a Madrid. En el itinerario 3 visita desde Madrid, Arévalo, Tordesillas, Toro, Zamora, Embalse del Esla, Valladolid, Palencia y retorno a Madrid.

### Capítulos
En el  capítulo I que titula La Castilla de los héroes y los santos relata su viaje por tierras de Madrid y Ávila, en mayo de 1953, con apartados: Las afueras de Madrid, Un brote tardío de El Escorial, El paso de Guadarrama: hombres de cumbres y hombres de hondonadas, La "tierra de santos y de cantos", Un munsdo civilizado, La catedral, Un lugar irreal. En los capítulos II, III y IV titulados Viaje al fin del mundo, Rebaños, pastores y lobos, Cepeda la Mora y sus habitantes, relata su visita a un pueblecito de Ávila, Cepeda la Mora y una excursión a la montaña de La Serrota, a cuyos pies está situado el pueblo. En el capítulo V que titula La travesía y el despeñadero de Gredos relata su paso por el Puerto del Pico. En el capítulo VI que titula Tierra baja y caliente nos describe Arenas de San Pedro y Talavera de la Reina.
En junio de 1953 recorre tierras de Ávila y Salamanca, Madrigal de las Altas Torres. Visita en las cercanías de Salamanca La Flecha, en busca de Fray Luis de León.
En el capítulo IX: El desierto salpicado de oasis habla de historia, de Medina del Campo, Tordesillas, Toro y Zamora. En el capítulo X que titula El gran estropicio peninsular relata el viaje a la frontera de Portugal, por tierras zamoranas del Esla. En capítulo XI relata las visitas que hace a Valladolid y Palencia.